# Allotipo (tassonomia)
L'allotipo di una specie, in tassonomia, è un campione di sesso opposto all'olotipo, designato esplicitamente dall'autore della descrizione.